# James Denton
James Thomas Delton, Jr. (Nashville, Tennessee, Estados Unidos, 20 de enero de 1963) es un actor estadounidense de cine y televisión, famoso por su participación en la serie Desperate Housewives.

## Biografía
Hijo de J. T. Denton, un dentista que sirvió en el ejército, se crio en Goodlettsville, Tennessee. Estudió en la Universidad de Tennessee, donde fue miembro de hermandad Sigma Alpha Epsilon y trabajó en dos emisoras de radio. Comenzó a actuar a los 23 años en Nashville, pero finalmente se trasladó a California, donde se dedicó a ser actor a tiempo completo.
Denton se ha casado en dos ocasiones. Su primer matrimonio, con la también actriz Jenna Lyb Ward, duró aproximadamente tres años (1997-2000). Se casó por segunda vez el 16 de diciembre de 2002 con Erin O´Brien, con quien tuvo dos hijos, el primero de ellos, llamado Sheppard, nació en marzo de 2003 y su hija Malin O´Brien, nació el 22 de marzo del 2005. Es seguidor del equipo de béisbol de Los Angeles Dodgers. También es dueño de un equipo independiente de las ligas menores en Fullerton, de Orange County Flyers, parte de la Goleen Baseball League. Denton es una persona activa en la vida política y ex republicano. Apoyó a John Edwards en la campaña de 2004. También es uno de los componentes de la banda benéfica Band From TV junto a Hugh Laurie (House MD) y Greg Grunberg (Héroes).
En la actualidad acaba de terminar de grabar la película Tortured en la que hace el papel de un agente supervisor de la FBI.
En 2009, James Denton representa la imagen de la marca de gafas de sol Serengeti.

## Filmografía

### Series de televisión
- The Pretender (1997/ 2000)
- The Pretender: Island of the Haunted (2001)
- JAG (1996 y 2003)
- Philly
- The Drew Carey Show
- Reba
- Threat Matrix
- Sliders
- Two Guys, a Girl and a Pizza Place
- Ally McBeal
- The West Wing
- Desperate Housewives (2004/ 2012)
- Good Witch
- Devious Maids (Temporada 4 - 2016)

### Cine
- Primary Colors
- Face/Off
- Grace Unplugged - 2013

### Películas de televisión
- Custody
- 4 Closed (película ) Un ocupante inesperado -2013
- Grace Unplugged (2013)